# Volker Geyer
Volker Geyer (* 9. November 1965 in Lisberg) ist ein deutscher Gewerkschafter. Seit 2025 ist er Bundesvorsitzender des DBB Beamtenbund und Tarifunion.

## Leben
Geyer war zunächst als Postbeamter in Franken tätig. Als 27-Jähriger wurde er Personalratsvorsitzender eines Postamts. Er wurde Mitglied der Kommunikationsgewerkschaft DPV, deren Bundesvorsitzender er von 2007 bis 2017 war. Von 2002 bis 2004 war er Mitglied des Bundeshauptvorstands des DBB. Von 2004 bis 2025 gehörte er dem Bundesvorstand an, von 2017 bis 2025 als stellvertretender Bundesvorsitzender und Fachvorstand für Tarifpolitik. Am 23. Juni 2025 wurde er als Nachfolger von Ulrich Silberbach zum Bundesvorsitzenden des DBB gewählt.
In einem Interview mit der FAZ kritisierte er die Personalpolitik der Bundesregierung und schloss mit der Aussage: „Die Leute können nicht mehr.“